# أغنيسمونيكا (ألبوم)
أغنيسمونيكا هو الألبوم الإستديو رابع من قبل المغنية أندونيسيا أغنيسمونيكا، صدر في 1 شهر يونيو، 2013، من قبل سوني ميوزيك اندونيسيا. على الرغم من أن الأغنية كلها باللغة الإنجليزية، صدر الألبوم فقط للسوق الإندونيسي. صدر الألبوم رقميا من قبل شركة سوني للموسيقى. على 1 يونيو 2013 من خلال الموقع أغاني. وقد تم مبيعات الألبوم في حزمة مع منتجات القهوة السفينة الحريق. الأغاني في هذا الألبوم يمكن تحميلها مجانا مع نقاط المتاحة من كل 3in1 شراء المنتجات. من خلال هذا الألبوم قدم اسم المرحلة من السابقة جديدة «أغنيسمونيكا».

## قائمة أغاني الألبوم
1. «الغميضة» - (03:45)
2. «المشي» - (03:20)
3. «فتاة سيئة» - (3:05)
4. «تطير على ارتفاع عال» - (2:53)
5. «حصلت لي أحسب» - (3:48)
6. «الأمور ستتحسن» - (4:07)
7. «مرتد» - (3:23)
8. «كن شجاعا» - (3:49)
9. «دعونا تقع في الحب مرة أخرى» - (3:17)
10. «إيقاف 'طب الطوارئ حتى» - (2:55)